# بني غالب (مذيخرة)

تعديل مصدري - تعديل

بني غالب محلة تابعة لقرية الشرقي، التابعة لعزلة الاشعوب بمديرية مذيخرة إحدى مديريات محافظة إب في الجمهورية اليمنية، بلغ تعداد سكانها 215 حسب تعداد اليمن لعام 2004.